# Саркома Капоші
Саркома Капоші — злоякісна пухлина на стінках кровоносних судин, що видима крізь шкіру і / або слизові оболонки. Саркома Капоші, як правило, являє собою безболісні плями або вузлики червоного, фіолетового або бурого кольору на поверхні шкіри, слизових оболонок або, рідше, — на внутрішніх органах. Саркома Капоші при ВІЛ-інфекції дає підставу для діагностування її IV клінічної стадії — СНІДу.

## Історія
У 1872 році дерматолог угорського походження Моріц Капоші (Австро-Угорська імперія) вперше описав агресивну пігментовану ідіопатичну саркому шкіри, яка зараз відома як саркома Капоші. Тривалий час її вважали незвичайною пухлиною, яка виникає в середземноморського населення й осіб східноєвропейського походження, поки не стало ясно, що вона насправді досить поширена по всій Африці на південь від Сахари. Це привело до припущення, що ця пухлина може бути спричинена вірусом. З появою пандемії ВІЛ-інфекції на початку 1980-х сталося раптове вибухоподібне підвищення захворюваності на саркому Капоші у чоловіків, які практикують секс із чоловіками та бісексуальних хворих на ВІЛ-інфекцію. Ретельний аналіз епідеміологічних даних дав можливість групі американських епідеміологів лікарям з Центрів по контролю за захворюваннями (CDC) США на чолі з В. Берал зробити припущення, що саркома Капоші зумовлена невідомим вірусом, який передається статевим шляхом. Він рідко спричинює пухлину в імунокомпетентних осіб, але з появою імунодефіциту саркоматоз швидко проявляється. А в 1994 році американка тайванського походження, вірусолог та патолог Ю. Чжан, та її чоловік, епідеміолог та вірусолог П. Мур, підтвердили це припущення, відкривши невідомий до цього герпесвірус людини, чітко пов'язаний із саркомою Капоші. Вони ідентифікували два нових фрагменти ДНК, отримані з пухлинної тканини, які були гомологічні γ-герпесвірусу, який нині класифікований як герпесвірус людини 8-го типу (ГВЛ-8).

## Етіологія
Причиною захворювання є герпесвірус людини 8-го типу (ГВЛ-8, HHV-8, СКАГВ — асоційований із саркомою Капоші герпесвірус, англ. Kaposi's sarcoma-associated herpesvirus). Він належить до роду Rhadinovirus, підродини Gammaherpesvirinae, родини Herpesviridae. Він є одним із семи відомих доведених онковірусів.
Негативний вплив ГВЛ-8 проявляє лише у випадку стійкого зниження імунітету або під час тривалого лікування, що знижує імунітет (після трансплантації органів, променевої терапії тощо). За даними досліджень, у 45 % людей, що мали одночасно ВГЛ-8 та ВІЛ, протягом 10 років розвивалася саркома Капоші. Однак на людей із нормальним рівнем імунітету ВГЛ-8 не чинить такого впливу. Дослідження ВГЛ-8 тривають.
Детальніші відомості з цієї теми ви можете знайти в статті Герпесвіруси.

## Класифікація
Розрізняють такі варіанти перебігу саркоми Капоші:
- Класична саркома Капоші була описана у літніх чоловіків із середземноморського регіону або східноєвропейського походження.
- Ендемічна саркома Капоші була описана в молодих африканців переважно з Африки південніше Сахари, є більш агресивною, з глибоким проникненням у шкіру, з локалізацією на нижніх кінцівках.

Як вважають, ці варіанти не пов'язані з ВІЛ-інфекцією, реалізуються іншими шляхами.
- Варіант саркоми Капоші, що пов'язаний з трансплантацією, поширений у всьому світі. Через призначення таким хворим циклоспорину, який є інгібітором функції Т-клітин, частота цього варіанту швидко зростає. Передавання вірусу йде через трансплантат.
- Епідемічний варіант саркоми Капоші був описаний із 1980-х років як агресивне захворювання у хворих на ВІЛ-інфекцію. Саркома Капоші більше ніж у 300 разів частіше зустрічається у хворих на ВІЛ-інфекцію/СНІД, ніж у реципієнтів ниркового трансплантата. У цьому випадку ГВЛ-8 передається статевим шляхом через слизову прямої кишки, особливо у пасивних геїв.

## Епідеміологічні особливості

### Джерело хвороби
Джерелом хвороби є людина.

### Шляхи передачі
Передача ГВЛ-8 може відбувається різними шляхами, але переважає статевий шлях передачі, а також через слину. Це підтверджується виявленням вірусу у відповідних секретах, а також у лімфоцитах периферичної крові. В Африці, де існує ендемічна форма саркоми Капоші, інфікування HHV-8 відбувається зазвичай в дитинстві нестатевим шляхом, відносно високий рівень інфікування в період становлення сексуальної активності. Перинатальний шлях передачі відзначений у країнах Африки та на острові Сардинія.
Виявлено варіації ГВЛ-8-інфекції, пов'язані з географічними і соціоекономічними факторами. Сероепідеміологічні дослідження показують високі рівні захворюваності саркомою Капоші в країнах Африки, особливо Центральної, низькі — в США, Японії та в деяких північних європейських країнах, середні — в більшості середземноморських країн. Раніше саркома Капоші була рідкісною патологією, її частота складала менш як 0,06 на 100 тис. переважно літніх людей, поки не почалася пандемія ВІЛ-інфекції. Натепер частота виникнення саркоми Капоші у ВІЛ-інфікованих гомосексуальних чоловіків складає 15-20 %.

### Групи ризику
До груп ризику належать:
- ВІЛ-позитивні чоловіки;
- літні чоловіки середземноморського походження;
- населення Африки на південь від Сахари;
- реципієнти (люди з трансплантованими органами).

## Патогенез
Фактором, що провокує розвиток саркоми Капоші, є ГВЛ-8. У хворих на саркому Капоші спостерігають зниження Т-клітинної ланки імунітету і продукування альфа- та гаммаінтерферонів, пригнічення активності цитокінів-медіаторів імунної відповіді, а також зниження субпопуляції Т-лімфоцитів.

## Клінічні і патоморфологічні прояви

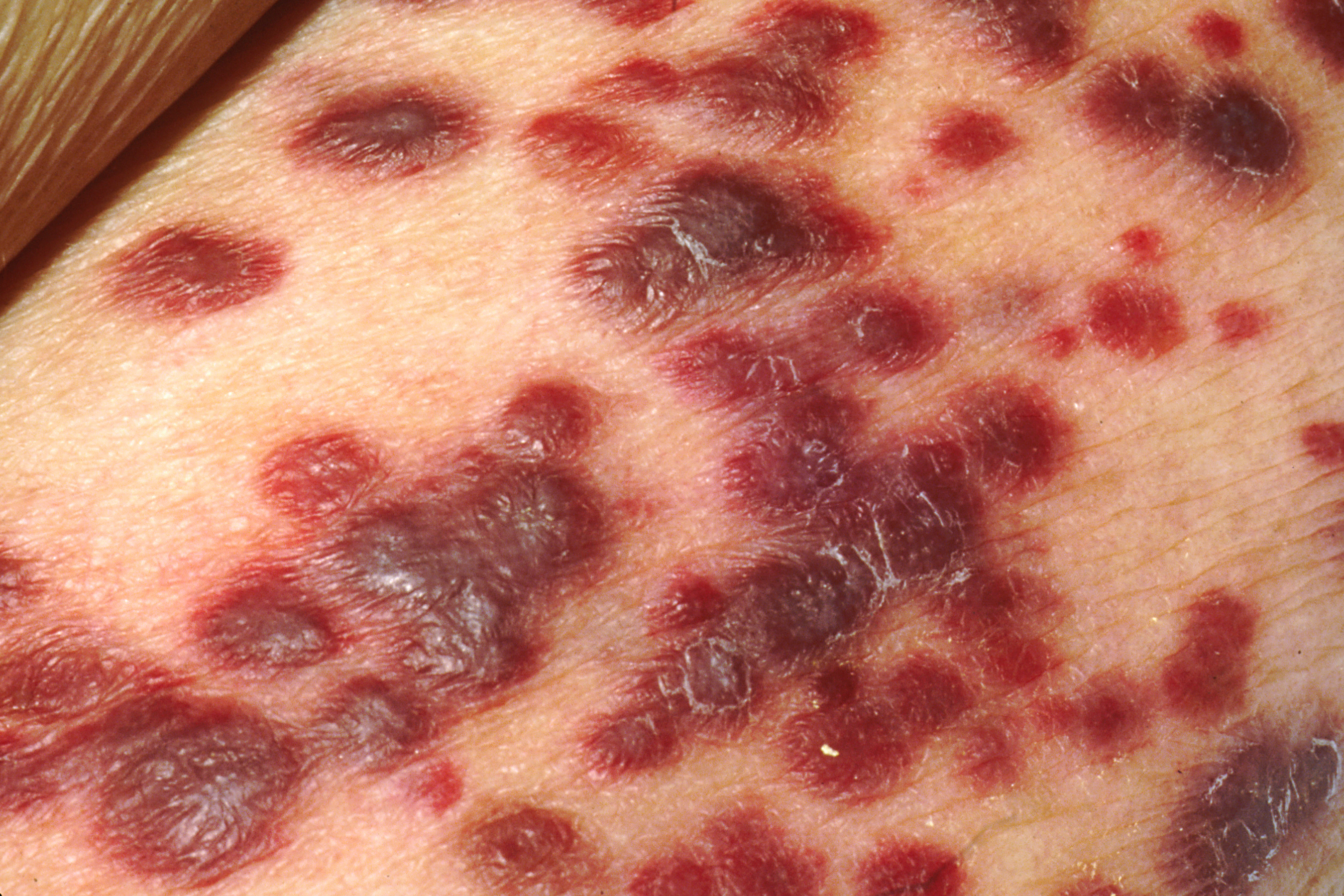
Дифузна саркома Капоші шкіри

У МКХ-10, розділі II «Неоплазми» виділяють блок «Саркома Капоші» (С46), в якому вирізняють додатково різні її локалізації.
Спочатку пухлина розвивається без змін епідермісу в його середньому або верхньому шарі. У них на здорових судинах утворюються нові щілиноподібні тонкостінні судини з поодинокими екстравазатами еритроцитів, відкладеннями гемосидерина й лімфоцитарним запальним інфільтратом. На верхніх та нижніх кінцівках (частіше в області гомілок і стоп) з'являються плями синювато-фіолетового забарвлення, які поступово інфільтруються, утворюючи заокруглені або еліпсоподібні диски або вузли з поверхнею, що відлущується. Іноді на початку захворювання утворюються папули. Поступово пухлини досягають розмірів волоського горіха; вони є щільними, еластичними або тістоподібними, можуть супроводжуватися болем (особливо при натисканні). Через декілька років спостерігають дисемінацію пухлинних вузлів, збільшення лімфатичних вузлів, можливий дифузний саркоматоз, який супроводжується метастазами у внутрішні органи й опорно-руховий апарат, внаслідок чого відбувається інтоксикація, гарячка, кровохаркання, кахексія, що призводить до смерті хворого.

## Діагностика

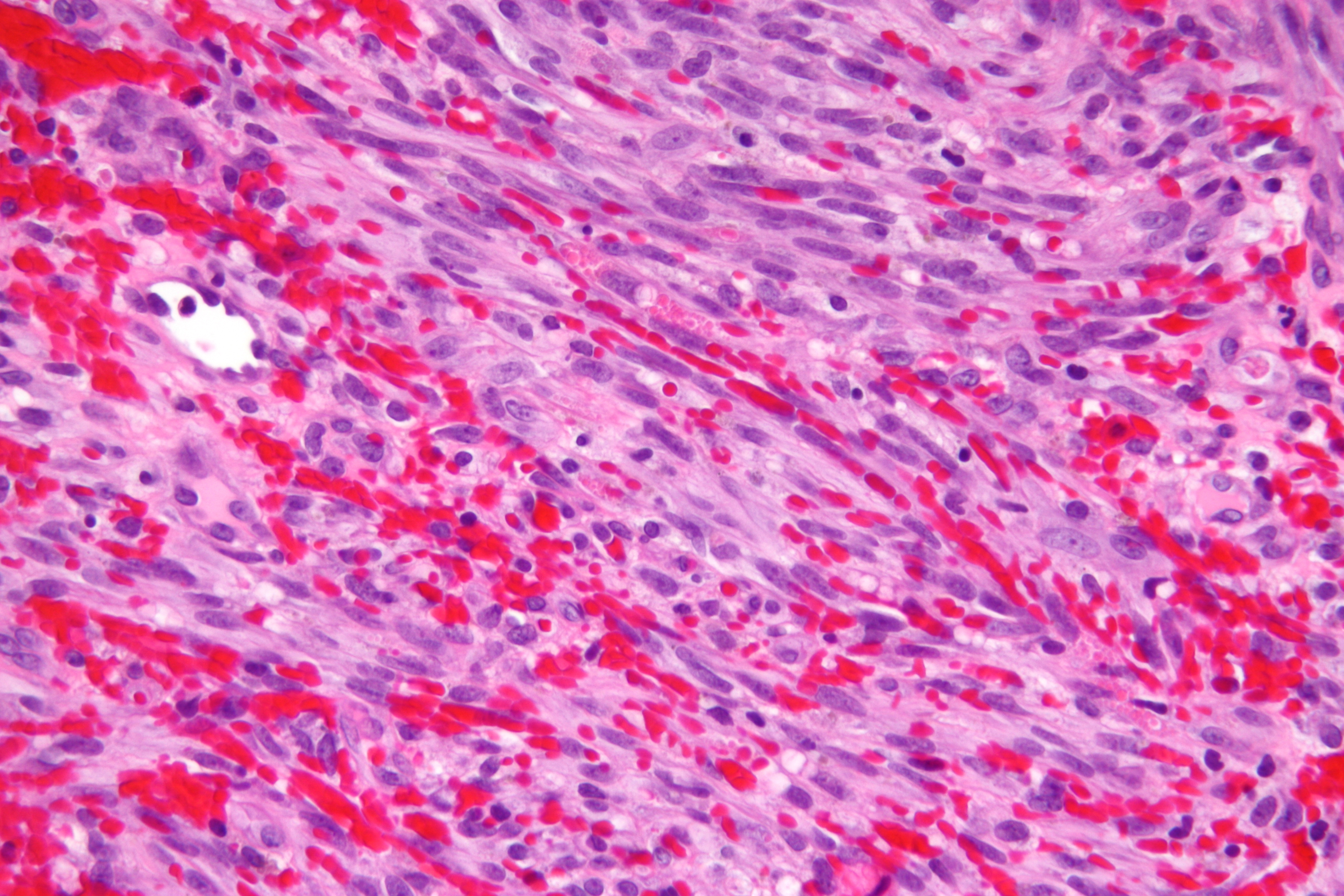
Мікрофотографія саркоми Капоші

Для діагностики захворювання необхідний повний огляд пацієнта (включаючи слизові оболонки), сонографічний статус лімфатичних вузлів, гастродуодено- та ретроскопія, а також рентгенологічне дослідження грудної клітки й абдомінальна сонографія. У випадку необхідності проводиться комп'ютерна томографія грудної клітки та черевної порожнини.
Діагноз саркоми Капоші ставиться за допомогою рутинної гістологічної методики з визначенням плямистих, бляшкоподібних та модулярних форм та веретеноклітинного чи ангіоматозного варіантів. У випадку виникнення поодиноких пухлин, а також у рамках дотерапевтичного дослідження стадійності залежно від розміру пухлини проводиться ексцизійна чи інцизійна біопсія для гістологічного підтвердження діагнозу.

## Лікування
Саркому Капоші піддають кріотерапії, хірургічному втручанню чи рентгенівському опроміненню. Опромінення має застосовуватися, коли вражені ділянки мають значні розміри і в них відчувається біль, а також для досягнення косметичного ефекту. При інфільтративному зростанні використовують хіміотерапію, аплікації з динітрохлорбензолом, введення в пухлину альфаінтерферона тощо. Проводиться системна поліхіміотерапія або паліативна монохіміотерапія, що пригнічує симптоми захворювання. Небезпека застосування поліхіміотерапії при імунодефіциті пов'язана з токсичним впливом хіміопрепаратів на кістковий мозок, особливо при поєднанні їх з препаратами для лікування ВІЛ-інфекції. Використання ганцикловіру чи інших антигерпесвірусних препаратів не є ефективним. Проводять антиретровірусну за наявності ВІЛ-інфекції.